# Queen Elizabeth’s Hunting Lodge

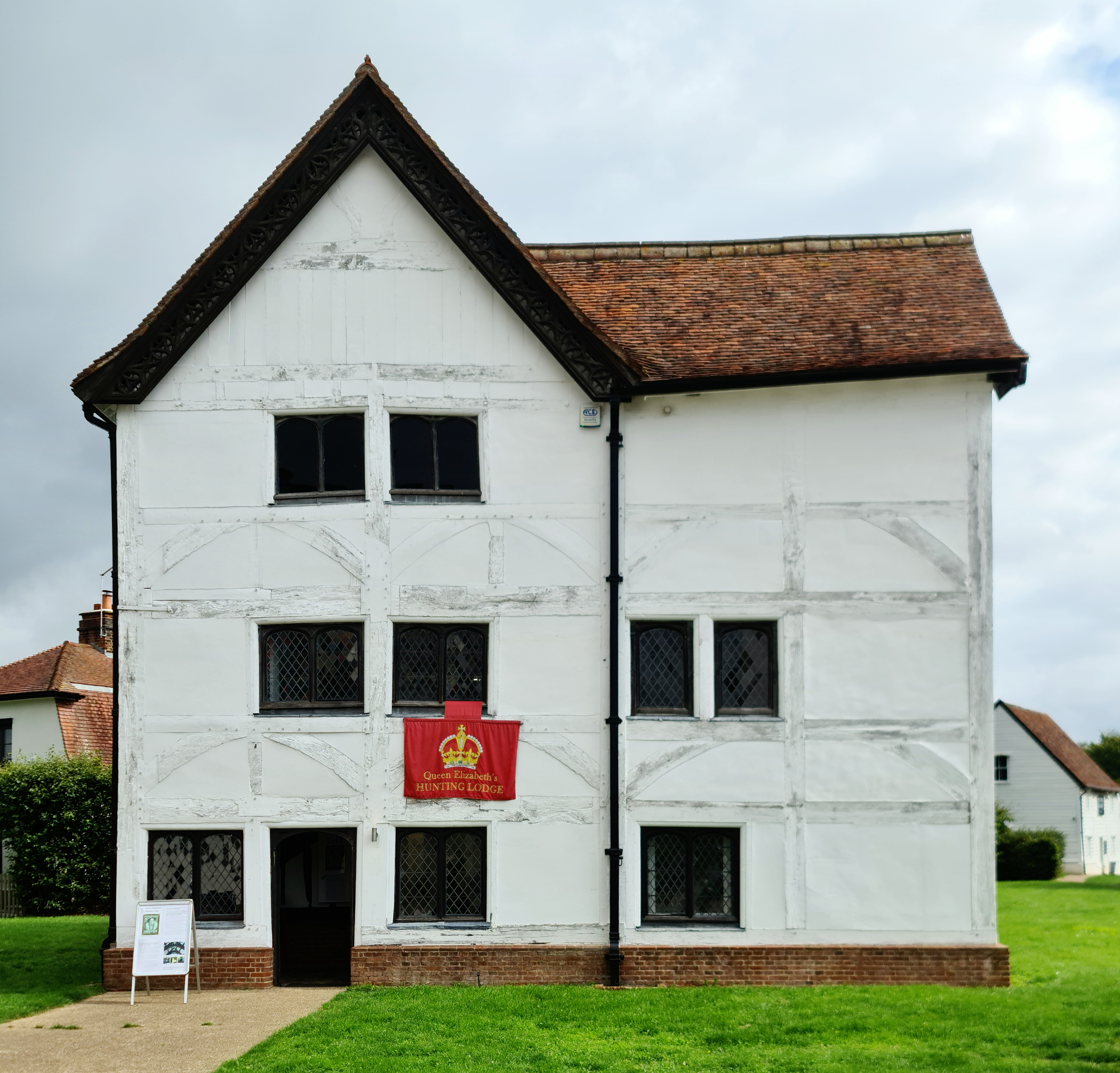
Westliche Eingangsseite der Queen Elizabeth's Hunting Lodge im Nordosten Londons

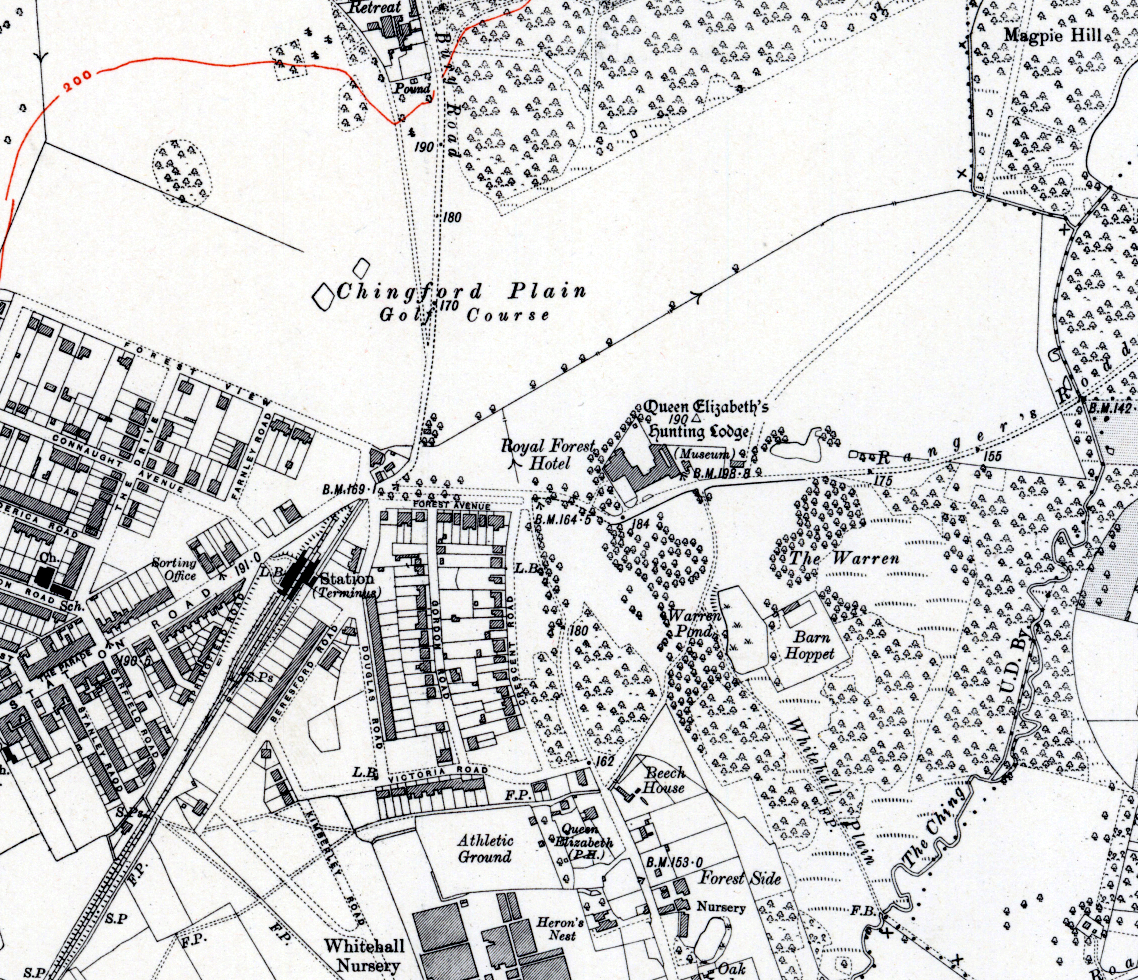
Chingford und das Jagdhaus auf einer Karte von 1906

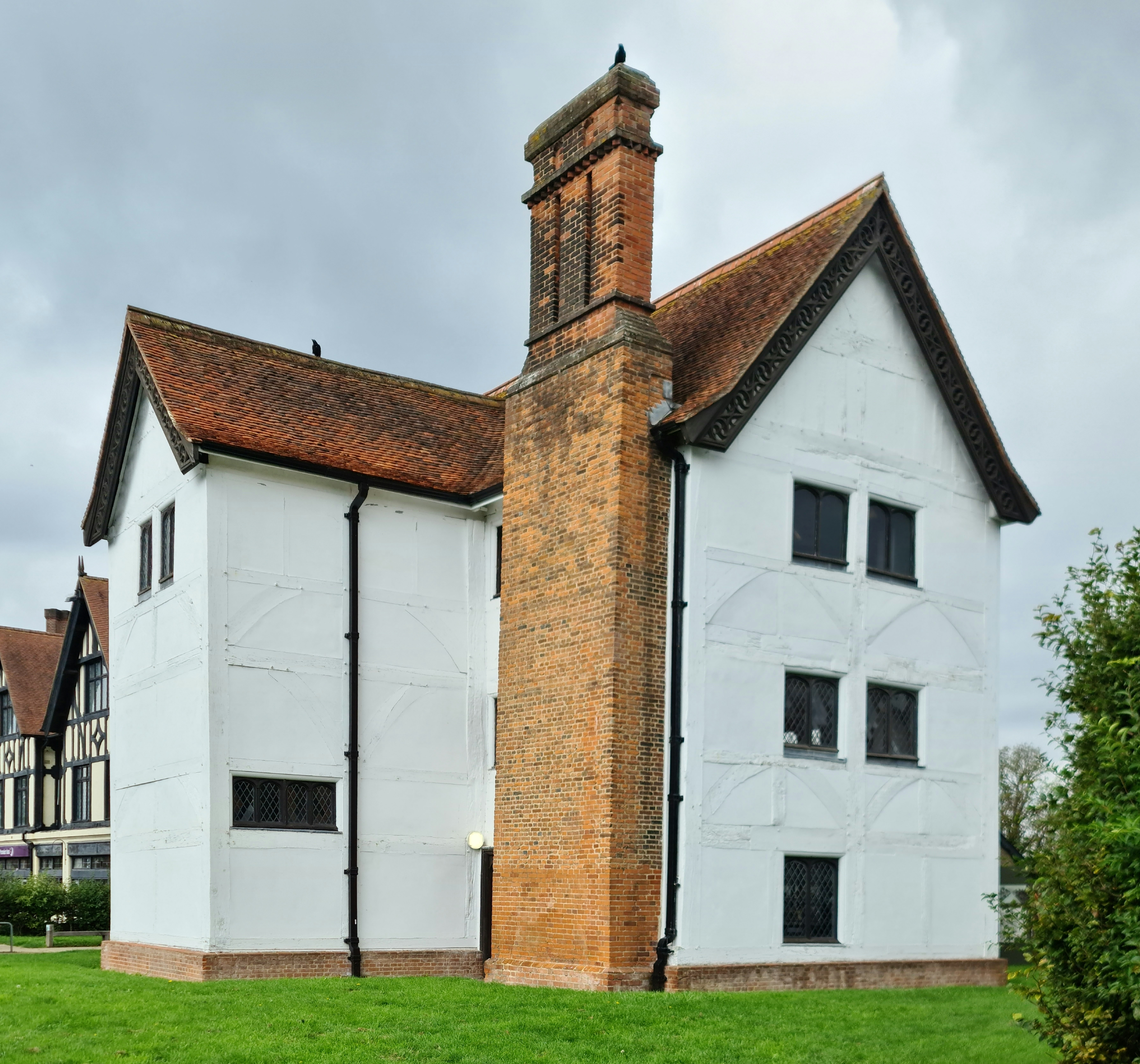
Hunting Lodge, Südostansicht

Die Queen Elizabeth’s Hunting Lodge ist ein Grad-II*-denkmalgeschütztes ehemaliges Jagdhaus (heute ein Museum) aus dem Jahr 1543 am Rande des Epping Forest am nördlichen Ortsrand des Londoner Stadtteils Chingford im Borough of Waltham Forest, nahe der Grenze zur Grafschaft Essex.

## Geschichte
Das Gebäude wurde auf Anordnung von König Heinrich VIII. im Jahr 1543 erbaut. Es sollte von den königlichen Gästen genutzt werden, die von dort aus das Jagdgeschehen beobachten und auch daran teilnehmen konnten. Es wird auch berichtet, dass die hochrangigen Gäste in den Obergeschossen des Jagd-Lodges mit Armbrüsten  an den breiten glasscheibenlosen Öffnungen standen und von dort aus auf die von Hunden gehetzten Tiere schossen. Um die Lodge weiternutzen zu können, ließ König Heinrichs Tochter Elisabeth I. im Jahr 1589 das Jagdhaus renovieren.

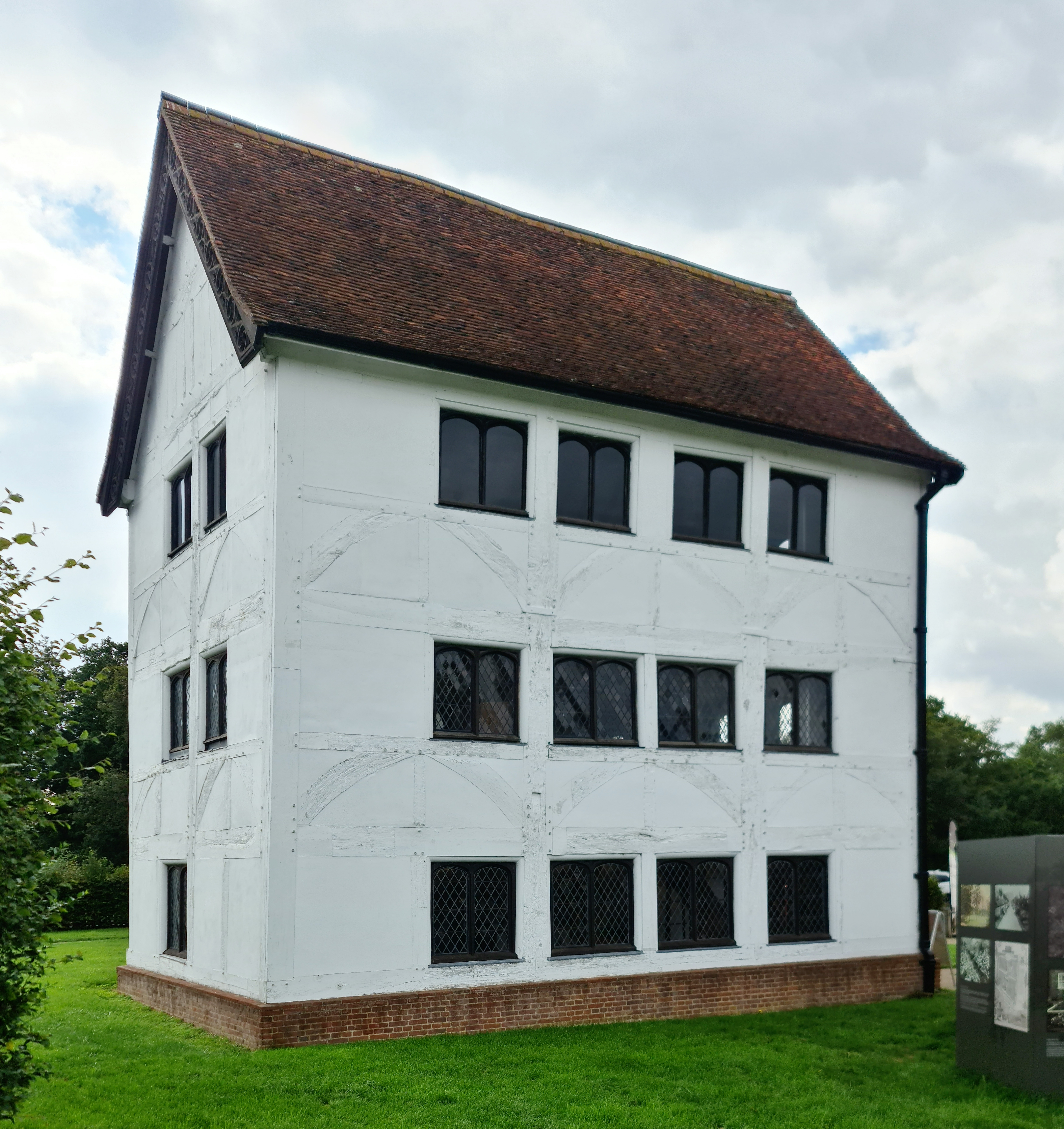
NO-Ansicht

Nach der Tudorzeit, als diese Form der Jagd aus der Mode kam, wurde die Lodge zum Wohnsitz für den Gerichtsvollzieher des örtlichen Lords umgewandelt. Dabei bekamen die Öffnungen die typischen jakobinischen Bleiglasfenster. Anschließend gehörte das Gebäude im 19. Jahrhundert der Familie Watkins, die den Hauptsalon im zweiten Obergeschoss in Schlafzimmer unterteilen ließ. Das Haus wurde von William Morris als Junge besucht und bewundert. Bevor die ehemalige Hunting Lodge 1895 in ein Museum umgewandelt wurde, wurden von Harriet Watkins Erfrischungen serviert.

## Baubeschreibung
Das Baudenkmal ist ein dreigeschossiger hakenförmiger Fachwerkbau, der mit einem schützenden traditionellen weißen Kalk verputzt ist. Das Portal befindet sich an der Westseite, an der Nord- und Ostseite fallen die regelmäßigen Fensterreihen auf. Am Südosteck der Lodge ist der Kamin von 1589 angebaut. Trotz des Tudorstils der modernen Sprossenfenster in den unteren Stockwerken gab es ursprünglich kein Glas in den Fensteröffnungen. Das Gebäude wurde möglicherweise mit hölzernen Fensterläden geschützt. Bis 1589 ergaben Bausichtigungen, dass die Fensterscharniere ersetzt werden mussten. Für das Fachwerk wurden ausschließlich edle Hölzer verwendet, die mit Holznägeln verbunden wurden. Metallverstrebungen oder Beschläge sind nicht original und wurden später angebracht, um das Gebäude zu reparieren. An den Balken der Außenwände befinden sich Zimmermannszeichen mit römischen Ziffern, diese halfen den Bauarbeitern Holzverbindungen zuzuordnen, die außerhalb der Baustelle in einer Werkstatt geformt und geschnitten wurden.

Im Erdgeschoss befindet sich eine große hakenförmige Küche und neben dem Treppenhaus kleine Verbindungsflure und Nebenkammern. Auf dem großen Tisch im westlichen Teil der Küche sind zeitgenössische Speisen der Tudorzeit dargestellt. Die beiden Obergeschosse bestehen jeweils lediglich aus dem Treppenhaus und einem großen Salon, diese betritt man durch geschnitzte Türbögen. Der Salon im ersten Obergeschoss, der lediglich nur etwas mehr als Stehhöhe hat, wird durch eine flache Balkendecke abgeschlossen. Neben der obersten Plattform des Treppenhauses, das als Abschluss den sichtbaren Dachstuhl hat, steht ein ausgestopfter Damhirsch. Der knapp vier Meter hohe Hauptsalon im zweiten Obergeschoss, mit sichtbaren Dachstuhl als Abschluss, ist spärlich mit der Tudorzeit nachgeahmten Möbeln bestückt. Der dort befindliche Kamin zeigt die reichste Gestaltung, die jedoch so auch in den Londoner Häusern gestanden haben, die den deutschen Patrizierhäusern entsprechen.

## Galerie Innenansichten

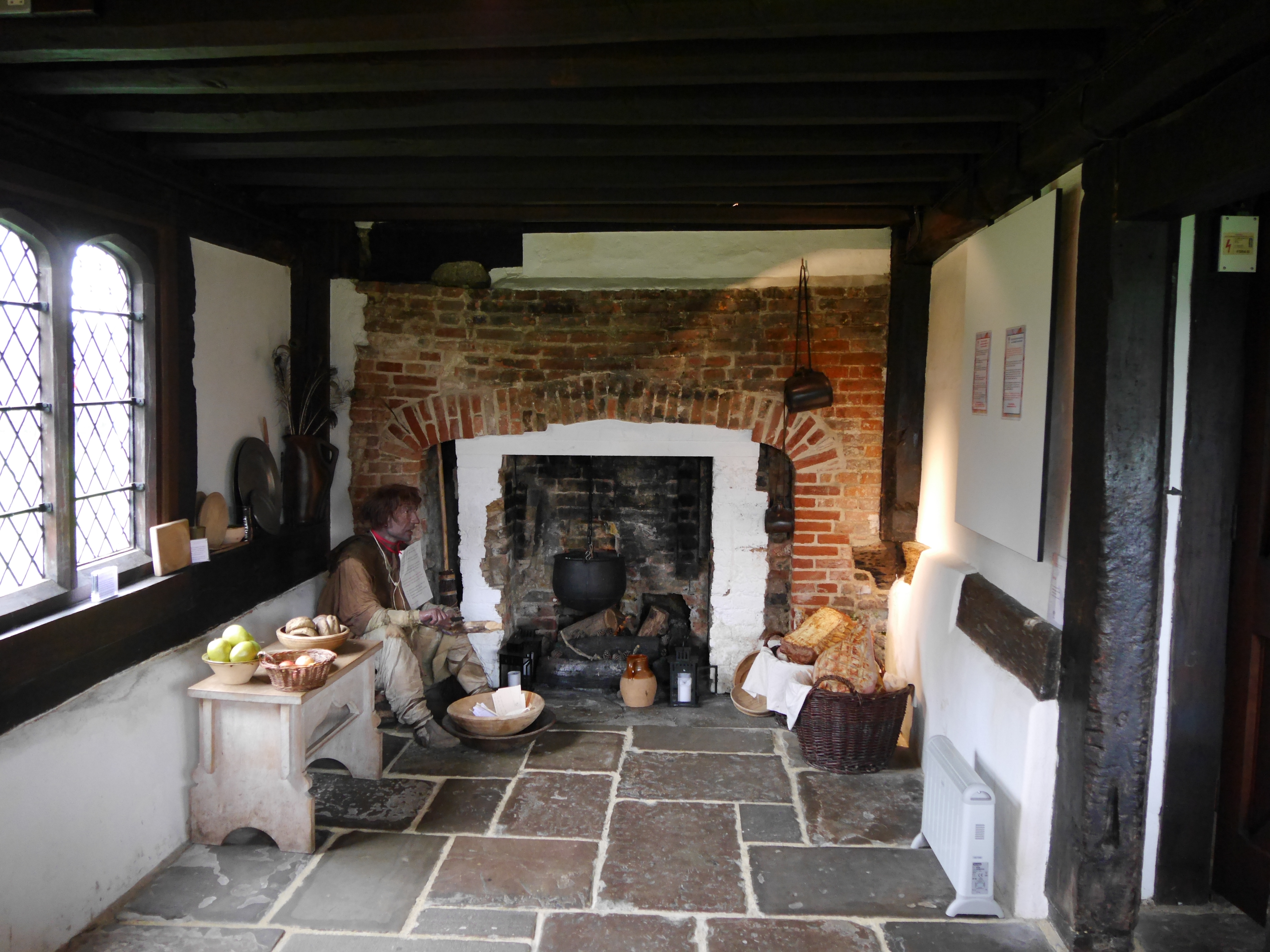
Die Küche im Erdgeschoss
Blick vom Treppenhaus in die Erdgeschossräume
Treppenhaus zwischen 1. und 2. Obergeschoss
Der Hauptsalon im 2. Obergeschoss

## Umgebung
Das westlich nebenan gelegene Royal Forest Hotel stammt aus dem Jahr 1880 und ist ein schönes Fachwerkhaus-Beispiel im viktorianischen Tudor Revival Stil. Östlich an diesem angebaut ist das Epping Forest Infocenter, das auch für die Lodge zuständig ist. Etwa 80 m östlich vom Jagdhaus steht das ebenfalls denkmalgeschützte Butler’s Retreat von 1878, in dem seit 1895 einfache Speisen und Erfrischungen angeboten werden.
Etwa 200 m westsüdwestlich von der Lodge liegen an der Forest Avenue und der Crescent Road sehenswerte spät-viktorianische Kleinvillen.

Links der Fachwerkbau des Royal Forest Hotel, in der Mitte das Epping Forest Infocenter und rechts die Hunting Lodge
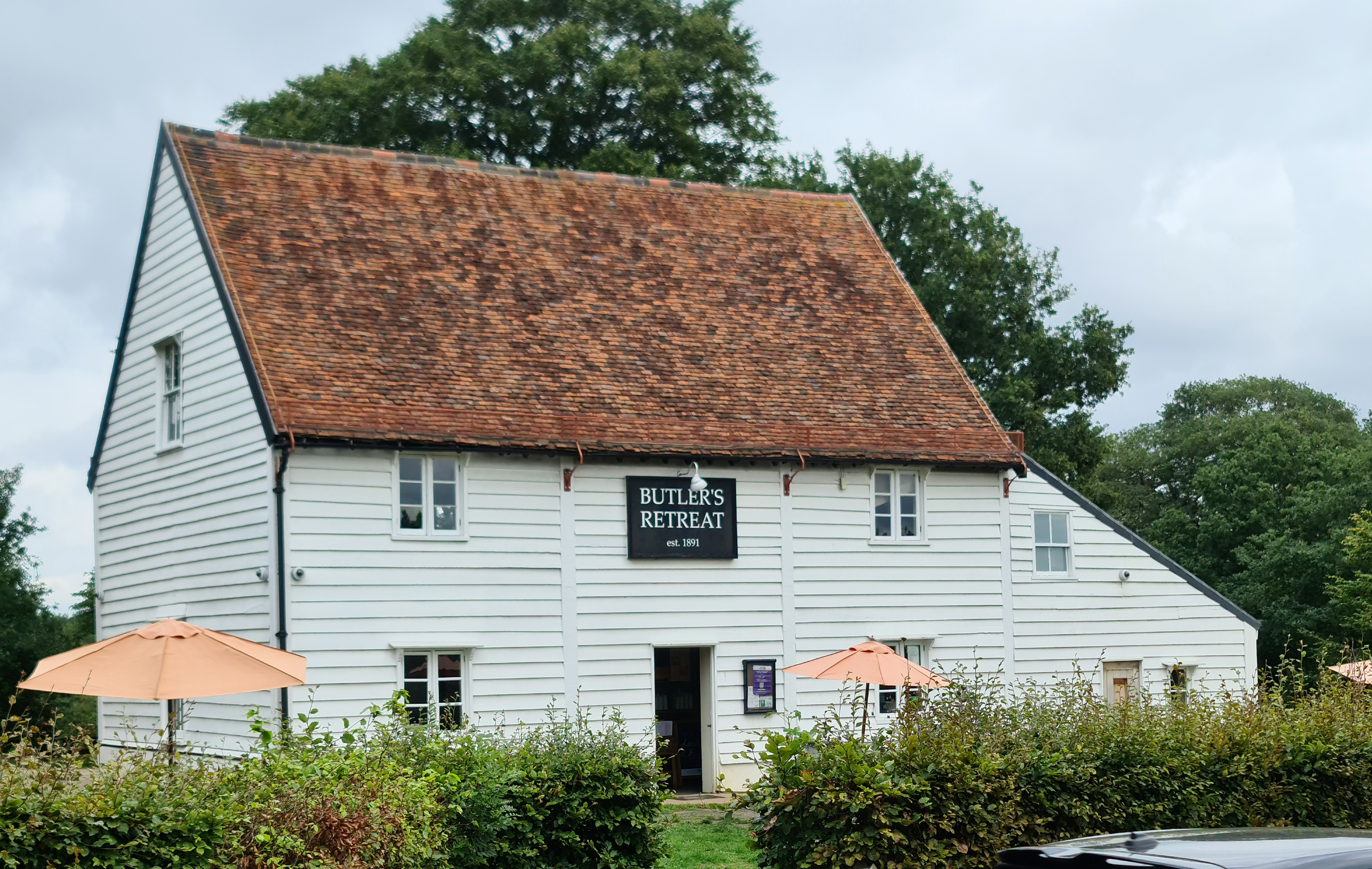
Butler’s Retreat
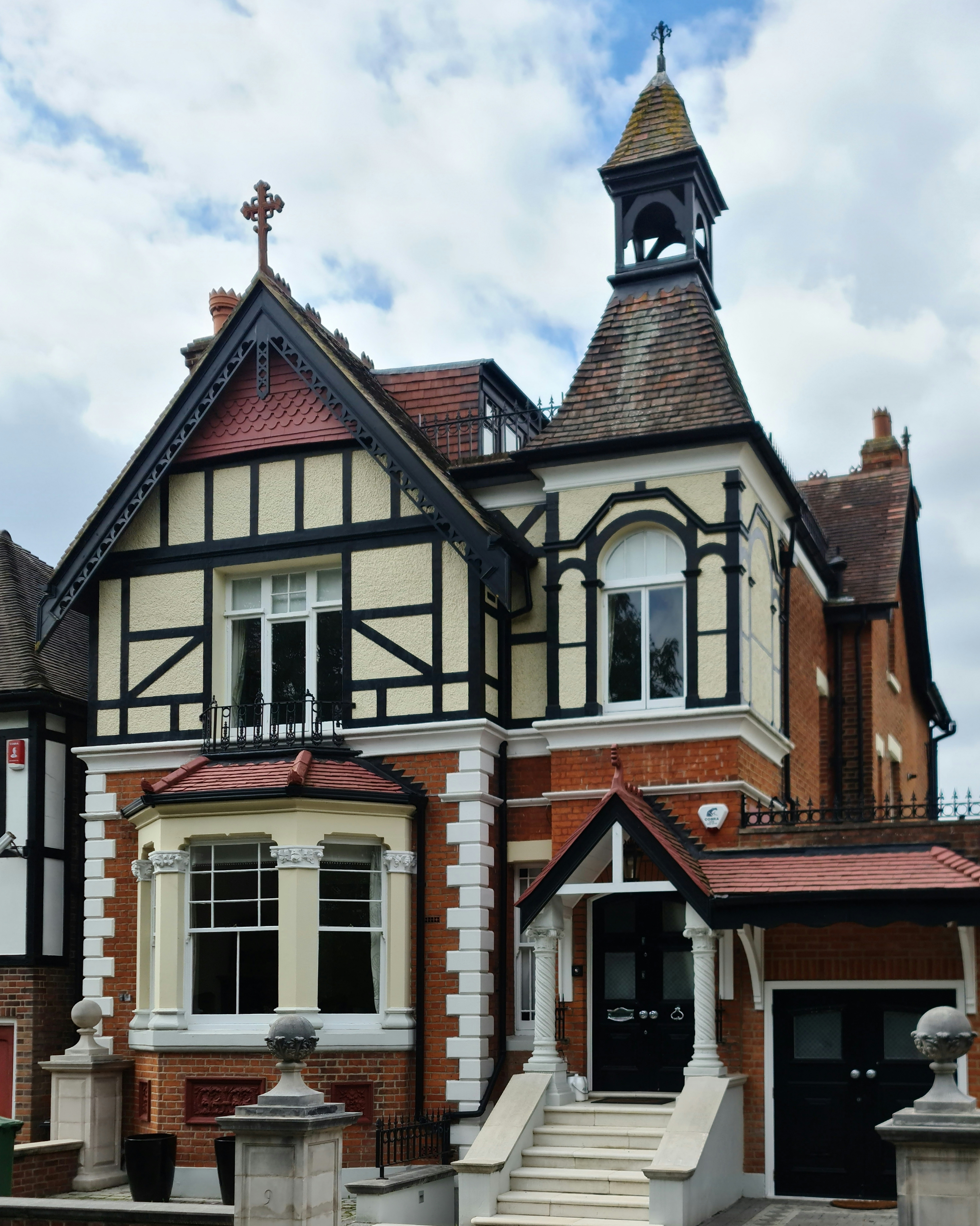
Crescent Road 9